# Ryszard Świerad
Ryszard Świerad (né le 10 août 1955 à Wałbrzych - mort le 3 aout 2011 à Spała) est un lutteur polonais.

## Biographie
Après sa carrière de lutteur, il entraine l'équipe nationale qu'il mène aux Jeux olympiques. La délégation polonaise remportera 5 médailles (3 titres pour Andrzej Wroński, Ryszard Wolny et Włodzimierz Zawadzki, 1 médaille d'argent pour Jacek Fafiński et 1 médaille de bronze pour Józef Tracz).

## Palmarès

### Championnats du monde
- Médaille d'or en catégorie moins de 62 kg en 1982
- Médaille d'argent en catégorie moins de 62 kg en 1981
- Médaille d'argent en catégorie moins de 48 kg en 1973

### Championnats d'Europe
- Médaille d'or en catégorie moins de 62 kg en 1981
- Médaille d'argent en catégorie moins de 62 kg en 1980

## Récompenses et distinctions
- Ryszard Świerad est décoré de la Croix de Chevalier dans l'Ordre Polonia Restituta par le président Aleksander Kwaśniewski.